# Johanna Krause (Holocaust-Überlebende)
Johanna Krause (* 23. Oktober 1907 in Dresden; † 13. Juni 2001 ebenda) war eine deutsche Holocaust-Überlebende.
Krause wurde 1907 als uneheliches Kind einer ungarischen Jüdin und eines deutschen Fabrikanten in Dresden geboren und war Verfolgte des Nationalsozialismus, Überlebende der Schoa und wurde danach auch in der DDR-Diktatur verfolgt. Mit Hilfe der Bürgerrechtlerin, Autorin und Filmemacherin Freya Klier, die auch aus Dresden stammt, gelang kurz vor ihrem Lebensende die juristische Rehabilitation.

## Leben
Mit ihrer alleinerziehenden Mutter wuchs sie in ärmlichen Verhältnissen in Dresden auf und erhielt Hilfen (Zedaka) durch die jüdische Gemeinde. Sie schloss eine Lehre als Verkäuferin ab und arbeitete in diesem Beruf, bis sie sich selbständig machte und mit einer Druckerpresse unter anderem die Zeitschrift Spartakus druckte. Nach der Machtübernahme 1933 wurde sie wegen „Führerbeleidigung“ inhaftiert.
Sie heiratete den deutschen Künstler Max Krause heimlich in der Tschechoslowakei und wurde zusammen mit ihm 1935 erneut inhaftiert, da sie damit gegen die nationalsozialistischen Nürnberger Rassegesetze verstoßen hatte. 1936 wurden die Eheleute wegen Rassenschande verurteilt.
Sie wurde als „Halbjüdin“ in die damalige Tschechoslowakische Republik ausgewiesen. Nach einem ersten – gescheiterten – Ausweisungsversuch versuchte der sie begleitende deutsche Polizist Herbert Ossmann sie zu ermorden, indem er sie in die Elbe stieß. In der Nacht vor dem zweiten Ausweisungsversuch versuchten der deutsche Polizist und der Gastwirt der Grenzgaststätte sie zu vergewaltigen. Der zweite Versuch sie auszuweisen scheiterte ebenfalls, weil sie ihre Begleitperson überredete, sie nach Dresden zu bringen.
Nach der deutschen Besetzung („Zerschlagung der Rest-Tschechei“) wurde Johanna Krause zur Zwangsarbeit an großen Kleiderpressen verpflichtet. Als ihre fortgeschrittene Schwangerschaft bekannt wurde, musste sie im achten Monat eine Zwangsabtreibung durch deutsche Ärzte ertragen, bei der sie gleichzeitig zwangssterilisiert wurde. Dann wurde sie in drei deutsche Konzentrationslager deportiert. Eines war 1944 das KZ Ravensbrück, wo sie irrtümlich einen roten Winkel statt eines Judensterns erhielt, der sie als politische Gefangene auswies und dadurch vor der Vernichtung in den Gaskammern bewahrte. Durch diesen Zufall und ihre Typhuserkrankung kurz vor Kriegsende überlebte sie z. B. eine Erschießungsaktion der SS bei Kladrau. Sie wurde durch Angehörige der US-Streitkräfte befreit, musste mehrere Monate in einem Krankenhaus verbringen und kehrte nach Dresden zurück.
Krause fand ihren Mann Max wieder und lebte mit ihm zusammen in Dresden, wo sie sich am Aufbau der DDR beteiligten. Ihre Mutter war im KZ Theresienstadt ermordet worden. Das Ehepaar Krause führte ab Anfang Mai 1946 mehr als zehn Jahre die Gaststätte Eisenacher Hof in Striesen, die gleichermaßen in Künstler- und Parteikreisen beliebt war. In ihrer Gaststätte identifizierte sie den ehemaligen deutschen SS-Offizier Herbert Ossmann, der sie in der NS-Zeit vergewaltigt und zu ermorden versucht hatte, als SED-Parteisekretär: „Da fiel mir alles, was ich in den Händen hatte, die Gläser und das Geschirr, herunter auf seinen Schoß […] Ich hatte den Mann, der mich umbringen wollte, wiedererkannt.“
Dem erfolglosen Versuch der Anklage und Rehabilitation vor einem DDR-Gericht folgten antisemitische Attacken. Sie wurde zusammen mit ihrem Mann im selben Gefängnis inhaftiert, in das sie schon zur NS-Diktatur wegen „Führerbeleidigung“ und Rassenschande gesteckt worden war. Das Ehepaar verlor die Betriebskonzession für die Gaststätte. Herbert Ossmann, der später „offenbar für den sowjetischen Geheimdienst arbeitete“, machte Karriere als Funktionär der DDR-Einheitspartei SED und betrieb den SED-Parteiausschluss von Johanna Krause.
2000 wurde Krause mit dem Friedenspreis der Dresdner AnStiftung geehrt. Sie war ein aktives Mitglied der jüdischen Gemeinde Dresdens. 2001 starb Johanna Krause im Alter von 93 Jahren.

## Werke
- Zweimal verfolgt: eine Dresdner Jüdin erzählt. Aufgezeichnet von Carolyn Gammon und Christiane Hemker. 2. Auflage. Metropol Verlag, Berlin 2012, ISBN 3-936411-42-5.

## Dokumentarfilm
Nach dem Mauerfall arbeitete Freya Klier an der Lebensgeschichte und veröffentlichte 1996 den Dokumentarfilm Johanna – eine Dresdner Ballade für den MDR. Der 30 Minuten lange Dokumentarfilm aus dem Jahre 1996 schildert die zweimalige Verfolgung der deutschen Bürgerin jüdischer Abstammung in der Nazidiktatur und in der DDR-Diktatur. Im Zuge des Entstehens des Dokumentarfilms und Krauses Rehabilitation folgte die Autobiografie. Zusammen mit der kanadischen Schriftstellerin Carolyn Gammon und Christiane Hemker entstanden Tonbandberichte, die als Buch erschienen sind.